# Hotel la Corba
L'Hotel la Corba és una obra del municipi de Ribes de Freser (Ripollès) inclosa en l'Inventari del Patrimoni Arquitectònic de Catalunya.

## Descripció
L'actual edifici modernista és una ampliació de 1907 de l'hotel La Corba. Actualment l'antic hotel resta enrunat havent restat dempeus l'ampliació modernista d'aquest. El més destacable són els elements modernistes que configuren l'interior i les tribunes de façana amb vidrieres modernistes. Té adossada al costat una petita capella.